# RD-191
L'RD-191 és un motor de coet amb una sola cambra de combustió d'alt rendiment desenvolupat a Rússia. Deriva del motor RD-170, utilitzat originalment en el coet Enérguia. L'RD-191 utilitza una mescla de querosè i oxigen líquid i utilitza un cicle de combustió esglaonada d'alta pressió extremament eficient.